# Casa de volta

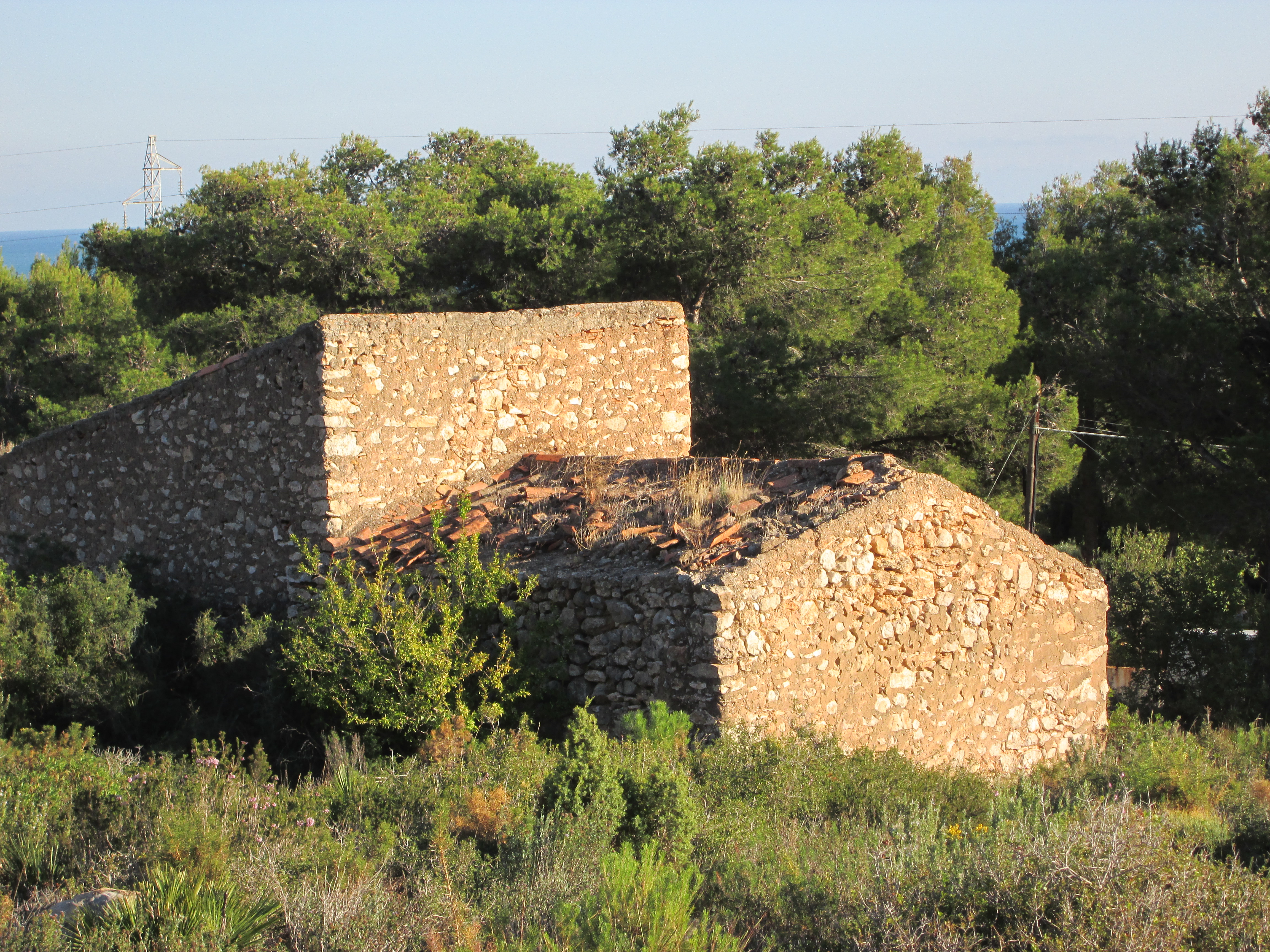
Casa de Volta de 1731

Les cases de volta són una construcció típica de la província d'Alacant, concretament de Sant Vicent del Raspeig. Daten dels segles xvii, xviii i xix. Situades normalment properes a rutes de comunicació, tenien un ampli espai dedicat al bestiar, fonamentalment equí, i per contra tenien un reduït àmbit per a persones. Van tindre també usos de postes o parades.

## Ubicació
Totes les cases de volta responen a patrons d'ubicació similars encara que amb matisos. El tret general és el seu assentament en terres planes, si bé dins d'aquest és possible distingir variables geogràfiques (localitzades en terres absolutament planes, en glacis, en terrassa fluvial, etc.). D'altres amb una localització singular, sobre llomes, situades en el peu de mont d'un turó, construïts amb roca tallada de la muntanya a manera de cova, etc.

## Descripció general
La pedra és el material més emprat, toscament, sense llaurar i sense ordre en els paraments. Les voltes es realitzen a partir d'un entramat de troncs de mig calibre, amb molta grava i argamassa, aquesta és molt característica per la seua duresa, color rosenc i composició a base de calç, arena i guix. Tot el volteig és de suposar que descansaria sobre una armadura de fusta o cintra recolzat al seu torn sobre els carcanyols de l'alçat, plenes d'abundants cudols. El conjunt voltat se sol esquerdejar finalment amb calç blanca. Els cobriments descansen en forts murs amb grossors que van des d'1 metre a mig metre.
La composició varia d'una a tres crugies, però el normal és que hi haja dues, fet que depén del nombre d'habitants i també, d'animals. Les entrades són mitjançant arc de mig punt, més o menys rebaixat.

## Estructures domèstiques i aljubs
És òbvia la presència en les crugies de abeuradors. Aquests pessebres, adossats als murs a manera de bancs correguts, es realitzaven a base de cudols menuts, en ocasions amb algun fragment de teula romana. La seua ubicació concreta és indistinta i existeixen dos mòduls, un amb altura total major respecte al nivell del sòl en 1,5 metres i un segon mòdul d'1 metre aproximadament. En cases amb un tercer mòdul seria d'una mica menys de mig metre. Aquestes dades fan deduir que als dos primers mòduls solien dedicar-se al bestiar equí o boví, a causa que a aquests pessebres només hi arribaria aquesta classe d'animals. La presència de dos mòduls podria indicar la presència de dues espècies: els abeuradors més baixos per a ases i mules i els més alts per a cavalls. D'altra banda, el tercer tipus de abeuradors, estaven dedicats a altres animals més petits, donades les dimensions reduïdes de l'ambient, com una porcada.
Solien ser edificis molt foscos, doncs la llum exterior només penetrava com a norma general per xicotetes finestretes de les parets mestres. Com a elements constructius relacionats amb les cases de volta, estarien els aljubs.